# ابوریحان بیرونی (فیلم)
ابو ریحون بیرونی (به ازبکی: Abu Rayhon Beruniy) یک فیلم دو قسمتی، در سبک درام، بیوگرافی و تاریخی محصول سال ۱۹۷۴ اتحاد جماهیر شوروی است.

## موضوع فیلم
از سال ۹۷۳ تا ۱۰۳۰، این فیلم دربارهٔ زندگی ابوریحان بیرونی، دانشمند مشهور ایرانی است که در قرون وسطی، در میان جنگ‌های داخلی و ظلم اربابان فئودال می‌زیسته‌است.

## بازیگران
- پولات سعیدکاسیموف - ابوریحان بیرونی (بزرگسال)
- بختیار شکروف - ابوریحان بیرونی (۱۶ ساله)
- رزاق همرایف - بونصر منصور معلم ابوریحان بیرونی
- اوگنی الکسیویچ گوروف-  پروکلوس ریاضیدان و ستاره شناس بیزانسی
- بیمبولات واتایف - سلطان محمود غزنوی
- وسوولود سمیونوویچ یاکوت - قابوس بن وشمگیر پادشاه زیاریان
- تامارا شکیرووا - زرین گیس، دختر قابوس
- دلارام غمبارووا - ریحانه
- بختیار اختیاروف - سهراب
- تشخدا خوجایف - دامغانی
- طلیعت رحیموف - ابن سینا محقق، فیلسوف و پزشک ایرانی
- ناظم عباسوف - رستم
- یعقوب عبدولایف - ولموژا
- غنی اعظموف -یک دهقان
- اولماس صفائویچ علیخودژایف
- بولوت بیشنالیف - سیاوش
- آرتیک ژالیف- یک تاجر
- شهرت ایرگاشف - احمد میمندی، وزیر محمود غزنی
- اوگنی الکسیویچ گوروف - پروکل ریاضیدان و ستاره‌شناس بیزانسی
- ارگاش کریموف